# Suuri Louhisaari (ö i Norra Savolax)
Suuri Louhisaari är en ö i Finland. Den ligger i sjön Saarijärvi och i kommunen Kaavi i den ekonomiska regionen  Nordöstra Savolax ekonomiska region  och landskapet Norra Savolax, i den centrala delen av landet, 400 km nordost om huvudstaden Helsingfors. Öns area är 7,2 hektar och dess största längd är 0,5 kilometer i nord-sydlig riktning.